# 니카라과호

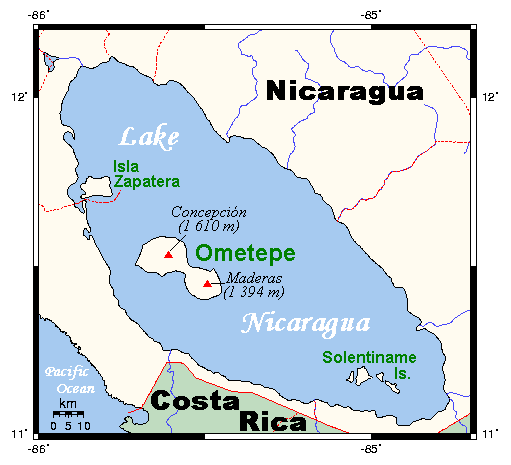
니키라과호

니카라과호(스페인어: Lago de Nicaragua) 또는 코시볼카 호(스페인어: Lago Cocibolca)는 중앙아메리카의 니카라과에 있는 중앙아메리카 최대의 담수호로 마나과호보다는 남쪽에 있다. 면적은 8,264km2, 최대 길이는 161km, 최대 너비는 71km이며 최대 수심은 26m, 수면 높이는 32.7m이다. 이 곳에는 섬들이 많이 있으며 섬 중앙에는 콘셉시온산과 마데라스산이 붙어있는 오메테페섬이 있다.